# Montipora verrucosa
Montipora verrucosa là một loài san hô trong họ Acroporidae. Loài này được Lamarck mô tả khoa học năm 1816.